# Argyrochosma microphylla
Argyrochosma microphylla är en kantbräkenväxtart som först beskrevs av Georg Heinrich Mettenius och Oskar Kuhn, och fick sitt nu gällande namn av Michael D. Windham. Argyrochosma microphylla ingår i släktet Argyrochosma och familjen Pteridaceae. Inga underarter finns listade.